# かさがた温泉せせらぎの湯
かさがた温泉せせらぎの湯（かさがたおんせんせせらぎのゆ）は、兵庫県神崎郡市川町にある、日帰り温泉施設。関西百名山の一つとして知られている笠形山の麓に存在する。
温泉を利用した宿泊施設はない。施設の敷地内には、巻き寿司を専門に販売する「巻き寿司館」や陶芸館がある。

## 泉質
- アルカリ性単純温泉
  - 泉温 28.6℃
  - 源泉温度が低いため、加温している。地下1508メートルより湧出。

## 歴史
- 1997年（平成9年）- 開湯[3]。

## アクセス
- JR播但線・福崎駅より車で20分。